# The Holiday Collection (Kenny G)
The Holiday Collection è un album discografico (il quinto di raccolta) natalizio del sassofonista statunitense Kenny G, pubblicato nel 2006.

## Tracce
1. Santa Claus Is Coming to Town - 3:53
2. Sleigh Ride - 3:47
3. Let It Snow! Let It Snow! Let It Snow! - 3:09
4. Northern Lights - 5:01
5. Silver Bells - 4:00
6. The Chanukah Song - 2:31
7. Greensleeves (What Child Is This?) - 3:29
8. The Joy of Life - 4:20
9. Champagne - 4:46
10. Last Night of the Year - 2:42